# USA:s andra flotta

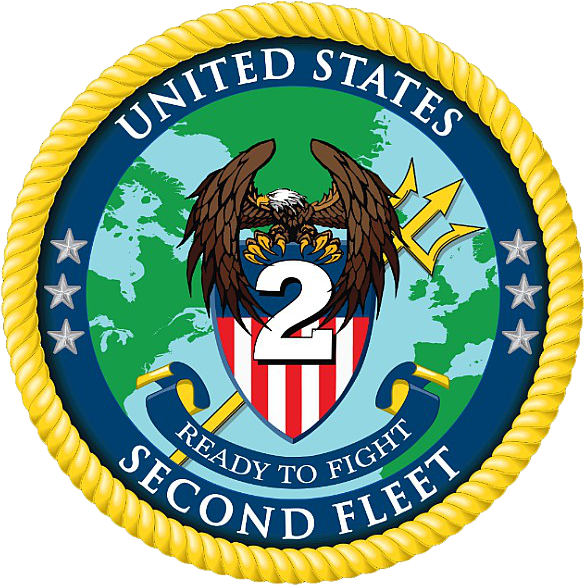
Vapensköld för USA:s 2:a flotta

USA:s 2:a flotta är en numrerad flotta i USA:s marin som ansvarar för östkusten och Nordatlanten. 2:a flottan etablerades efter andra världskriget. I september 2011 avaktiverades andra flottan med hänsyn till USA:s uppfattning att det potentiella militära hotet som Ryssland utgjorde hade försvunnit. Den 4 maj 2018 tillkännagav admiral John M. Richardson, chef för sjöverksamhet (Naval Operations), planer på att återupprätta andra flottan bland de ökade spänningarna mellan Nato och Ryssland. Den återupprättades den 24 augusti 2018, med vice admiral Andrew "Woody" Lewis kommando.
Andra flottans historiska ansvarsområde omfattade cirka 17 000 000 km² av Atlanten från Nordpolen till Karibien och från USA:s stränder till mitten av Atlanten. USA:s 2:a flottans motsvarighet efter andra världskriget fram till 1973 var USA:s 1:a flotta, och USA:s tredje flotta från 1973.
Före dess avveckling 2011 bestod 2:a flottan av cirka 126 fartyg, 4500 flygplan och 90 000 personer vid US Navy-anläggningar längs USA:s östkust.